# Cydia duplicana
Cydia duplicana là một small bướm đêm of the họ Tortricidae. Nó được tìm thấy ở all across châu Âu, extending barely into châu Á in the Transcaucasus, Turkestan và Kazakhstan.
Sải cánh dài 13–19 mm. Con trưởng thành bay từ tháng 5 or tháng 6 đến the end of tháng 7. Có một lứa một năm.

## Synonyms
Junior synonyms of this species are:
- Grapholitha duplicana Zetterstedt, 1839
- Tortrix dahliana Frolich, 1828
- Grapholitha duplicana var. graeca Staudinger, 1871
- Tortrix (Grapholitha) interruptana Herrich-Schffer, 1851
- Grapholita dublicana ab. major Prohaska, 1922
- Laspeyresia duplicana (Zetterstedt, 1839)

## Footnotes
1. ↑  Grabe (1942), Baixeras et al. (2009)